# Scappoose
Scappoose est une municipalité américaine située dans le comté de Columbia en Oregon.

## Histoire

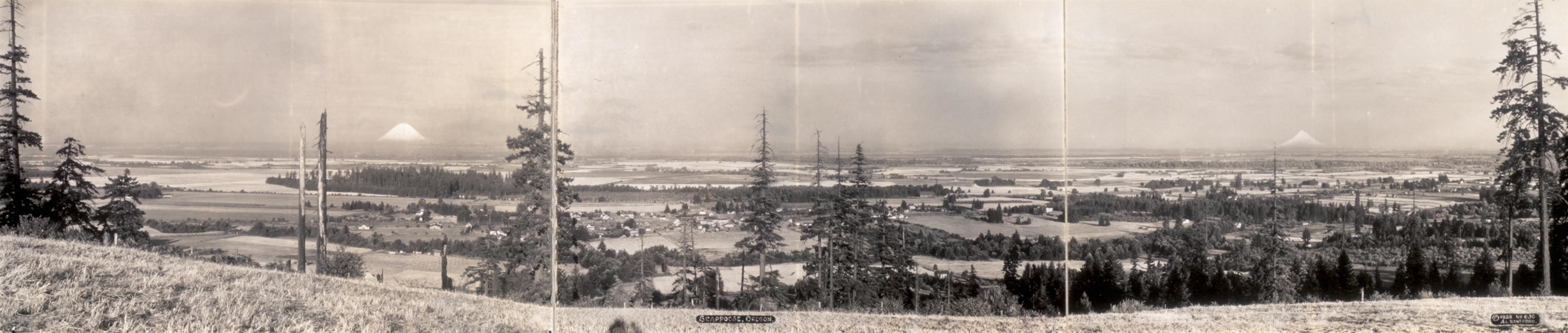
Scappoose vers 1929.

La ville est à l'origine un comptoir de la Compagnie de la Baie d'Hudson, entre le Columbia et la vallée de la Willamette. Son nom provient d'une langue amérindienne et signifie « mauvaise médecine », en raison d'une maladie qui aurait été amenée aux indiens par des colons. Scappoose devient une municipalité en 1921. En 1930, la ville ne compte que 248 habitants.
Scappoose se développe dans la deuxième moitié du XXe siècle. Lors du recensement de 2010, sa population est de 6 592 habitants. La municipalité s'étend alors sur une superficie de 2,75 milles carrés (7,12 km2).

## Démographie
La population de Scappoose est estimée à 7 158 habitants au 1er juillet 2016.
Le revenu par habitant était en moyenne de 29 253 dollars par an entre 2012 et 2016, entre la moyenne de l'Oregon (28 822 dollars) et la moyenne nationale (29 829 dollars). Sur cette même période, 12,9 % des habitants de Scappoose vivaient sous le seuil de pauvreté (contre 13,3 % dans l'État et 12,7 % à l'échelle des États-Unis).

## Économie
Les laiteries, l'agriculture et l'exploitation forestière ont joué un rôle important dans les débuts de Scappoose. Dans un passé plus récent, plusieurs usines existaient dans la communauté et fournissaient des emplois. La ville abritait une usine de chaussures, deux usines de bougies et une usine de choucroute Steinfeld. Ces dernières années, Scappoose est devenue de plus en plus une communauté-dortoir de Portland. La région a encore des exploitations de gravier et l'usine de chaussures West Coast Shoe factory. Scappoose est également la maison d'Oregon Aero, Inc., un fournisseur de sièges et de casques aéronautiques.

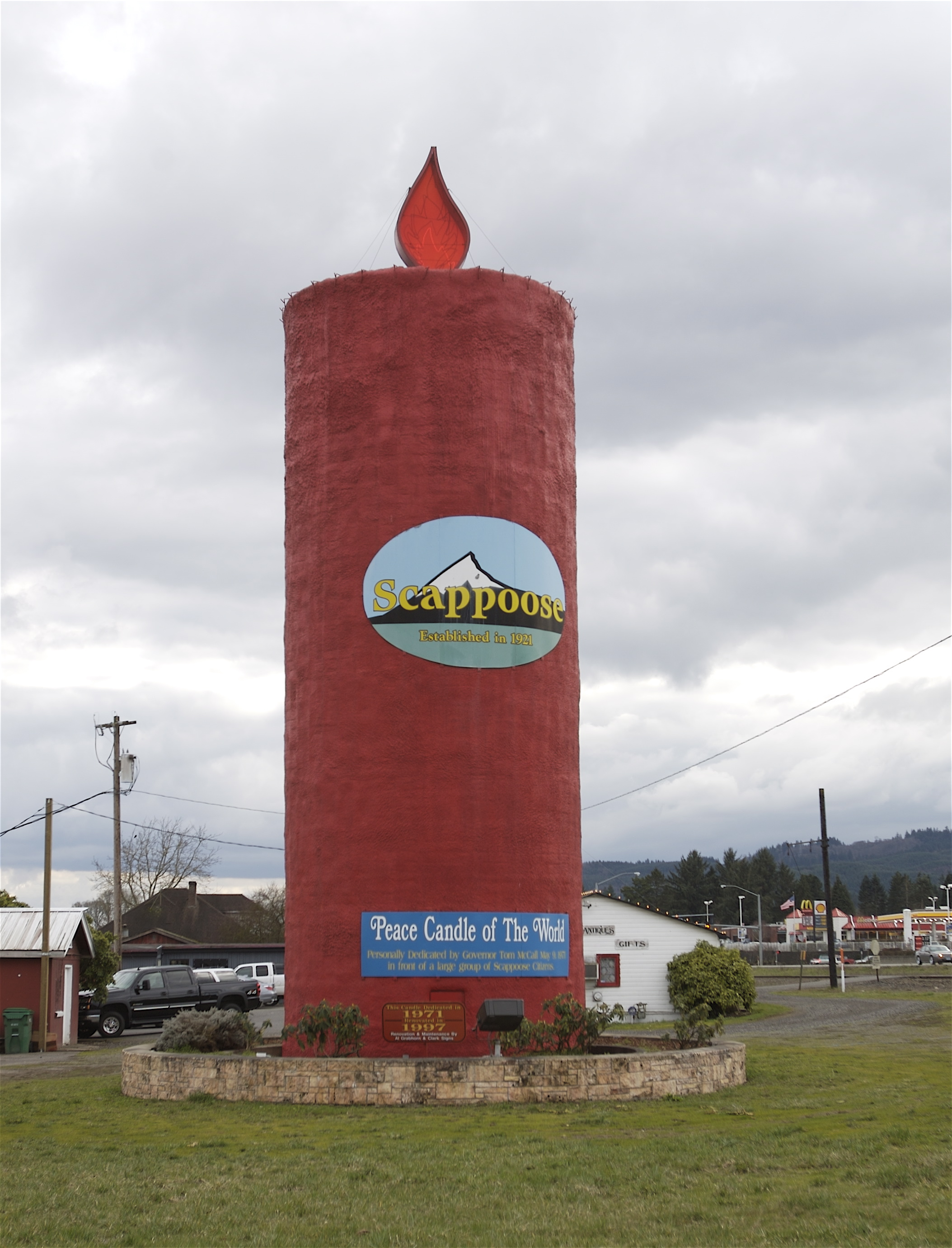
Peace Candle of the World, dans la partie sud de Scappoose.
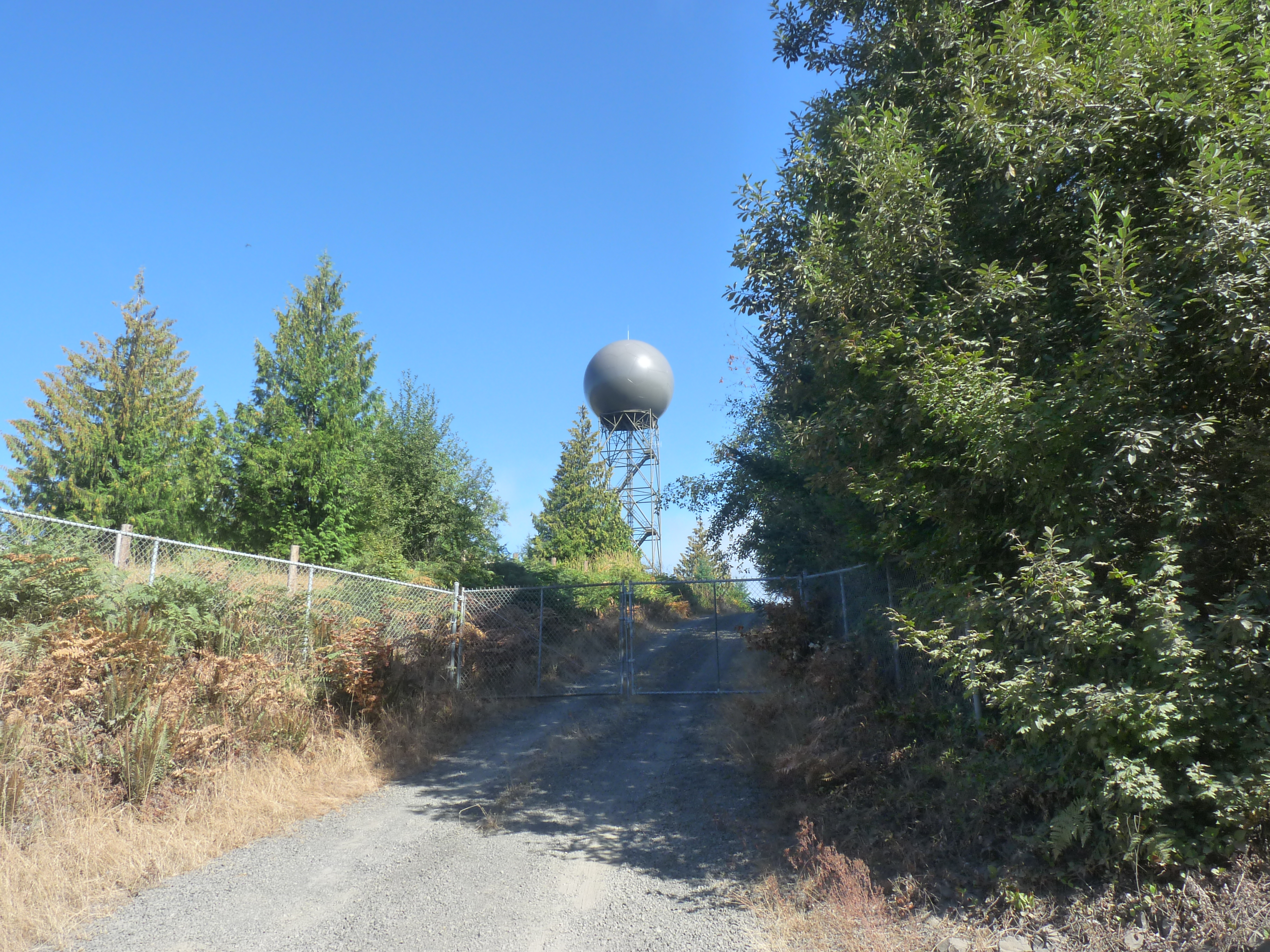
Radar météorologique NEXRAD du National Weather Service sur Dixie Mountain Road.
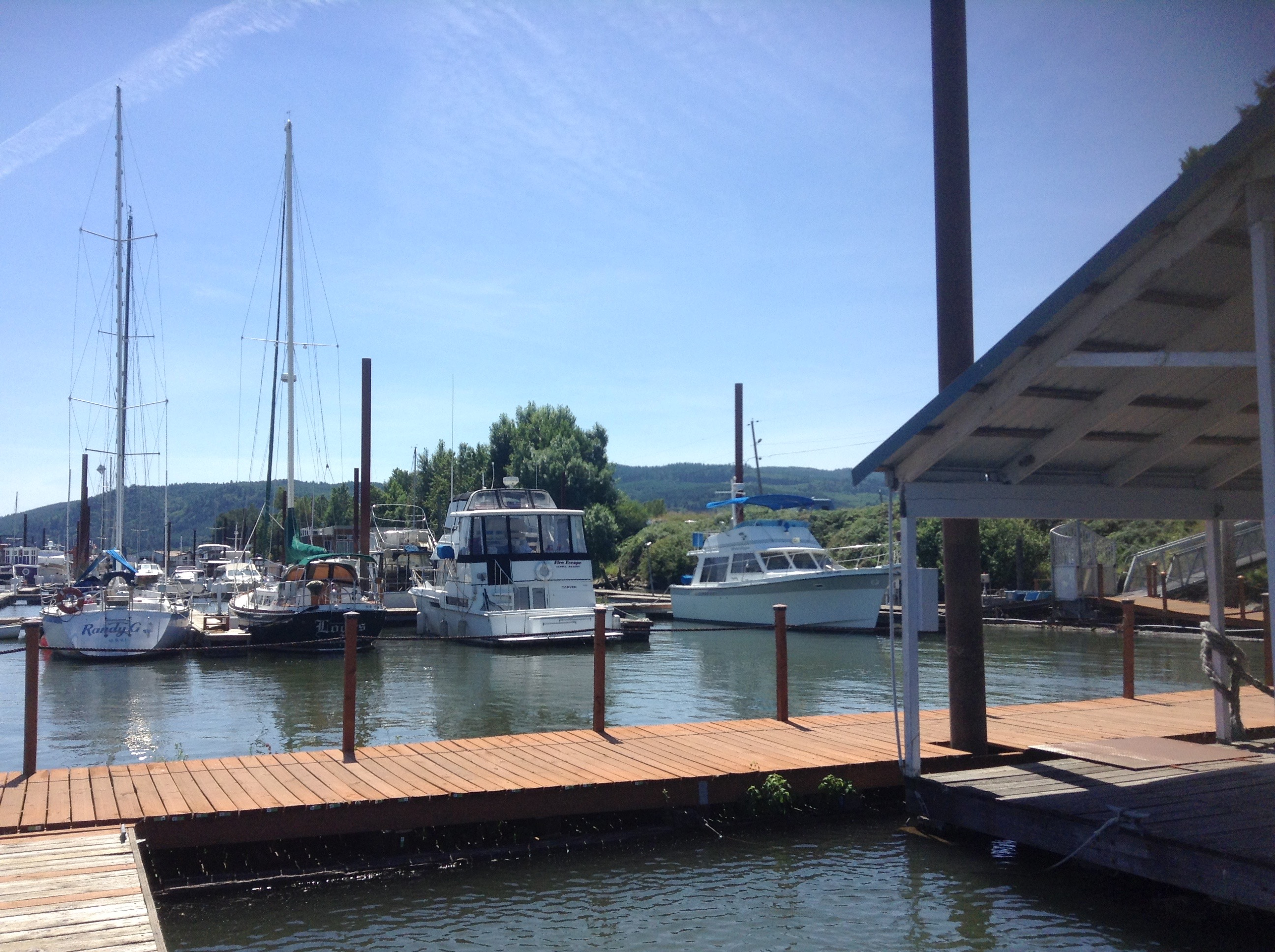
Marina de Scappoose.